# Улица Каховка (Москва)
У́лица Кахо́вка — улица Москвы в районах Зюзино и Черёмушки Юго-Западного административного округа. Проходит от Севастопольской площади до истока реки Котловки.

## Название
Названа по Каховскому плацдарму, где в 1920 году Красная Армия остановила наступление войск Врангеля. Новую известность Каховке принесло создание одноимённой гидроэлектростанции и водохранилища на Днепре. До 1965 года носила название Большая Зюзинская улица.

## Описание
Улица берёт начало у Севастопольской площади как продолжение Чонгарского бульвара и проходит на запад параллельно Нахимовскому и Балаклавскому проспектам. Там же к ней примыкают Большая и Малая Юшуньские улицы и пересекает Азовская улица. Затем справа примыкает Одесская улица, после чего Каховка пересекает Керченскую улицу, Севастопольский проспект и Херсонскую улицу. Заканчивается на пересечении заключённой в трубу реки Котловка вблизи с примыканием справа Новочерёмушкинской улицы, а слева — Хлебобулочного проезда и продолжается как улица Намёткина.

## История
Улица появилась в начале массового жилищного строительства и пересекала, примерно посередине, старинное подмосковное село Зюзино. Река Котловка с запада огибала земли села. Позднее овраг, по которому она протекала, был засыпан, дорога была продлена, но продлённой части улицы дали другое наименование — улица Намёткина. Чётная сторона Каховки закончилась у Новочерёмушкинской улицы, а нечётная — у Херсонской. Переместилось и начало улицы — полотно дороги прошло через засыпанный зюзинский овраг до Азовской улицы.

## Здания и сооружения
По нечётной стороне:
- 5 — специальная (коррекционная) школа № 1708
- 7, корп. 3 — школа № 536, дошкольный корпус № 6
- 19, корп. 2 — школа № 538, главный корпус
- 19, корп. 3 — школа № 538, структурное подразделение № 1
- 21 — центр молодёжного парламентаризма
- 23, корп. 3 — школа № 538, структурное подразделение № 3
- 23, корп. 4 — школа № 538, структурное подразделение № ?
- 27 — торговый комплекс «Бухарест»
- 29А — торговый комплекс «Prime Plaza[вд]»;
- 37, корп. 2 — Московский центр дерматовенерологии и косметологии, филиал «Черемушкинский»

По чётной стороне:
- 2, стр. 3 — Центр содействия семейному воспитанию «Каховские ромашки»
- 6 — магазин Eurospar
- 8 — ГБУ Социальный дом Обручевский (Психоневрологический интернат № 18)
- 12А — городская поликлиника № 33, филиал № 1 Диагностического клинического центра № 1
- 12, корп. 2 — школа № 554, структурное подразделение № 1
- 12Б — Управа района «Зюзино»
- 28, корп. 2 — магазин Вкусвилл

## Транспорт

### Метро
- Станции метро «Каховская», «Севастопольская», «Зюзино».

### Автобусы
- 67: от Большой Юшуньской улицы до Керченской улицы
- 224: от Большой Юшуньской улицы до Керченской улицы
- 246: от Херсонской улицы до Новочерёмушкинской улицы
- 648: от Севастопольского проспекта до Новочерёмушкинской улицы
- 926: от Большой Юшуньской улицы до Севастопольского проспекта
- 993: от Большой Юшуньской улицы до Керченской улицы
- т60: от Азовской улицы до Новочерёмушкинской улицы
- т72: от Азовской улицы до Новочерёмушкинской улицы
- с5: от Севастопольского проспекта до Новочерёмушкинской улицы
- с977: от Азовской улицы до Севастопольского проспекта